# La Puye
La Puye é uma comuna francesa na região administrativa da Nova Aquitânia, no departamento de Vienne. Estende-se por uma área de 23,57 km². Em 2010 a comuna tinha 608 habitantes (densidade: 25,8 hab./km²).